# 山海关路
山海关路是中華人民共和國上海市一條橫跨黄浦區、静安區两区的東西走向水泥混凝土道路。道路东起新昌路，中與成都北路相交，西至石门二路。道路長740米，宽9.2米至12.7米，车行道宽6.1米至8.7米。道路建於清朝光绪三十年（1904年），路名來自於河北省的山海关。道路原为片弹街路面，1985年4月，新昌路至成都北路路段改建成水泥混凝土路面。沿路建筑一度大都为旧式砖木结构二层楼房。